# Zamach na Donalda Trumpa w Pensylwanii

Mapa przedstawiająca przybliżone lokalizacje: zamachowca Thomasa Matthew Crooksa (kolor czerwony), Donalda Trumpa (kolor czarny) i snajperów Secret Service (kolor niebieski)

Zamach na Donalda Trumpa w Pensylwanii – usiłowanie zabójstwa 45. prezydenta Stanów Zjednoczonych oraz kandydata w kampanii prezydenckiej Donalda Trumpa, które miało miejsce 13 lipca 2024 roku w mieście Butler w stanie Pensylwania.

## Tło
Donald Trump ubiegał się o reelekcję z ramienia Partii Republikańskiej na urząd prezydenta Stanów Zjednoczonych w wyborach w 2024 roku.
5 lipca 2024 roku ogłoszono, że 13 lipca zorganizuje on wiec na terenie targowym Butler Farm Show w mieście Butler w stanie Pensylwania. Zgromadzenie odbyło się w ramach kampanii prezydenckiej w celu zebrania głosów w tak zwanym stanie niezdecydowanym (swing state) tj. w Pensylwanii. Szacuje się, że na spotkaniu było około 50 000 osób.

## Przebieg
Około godziny 18:11 czasu lokalnego sprawca oddał kilka strzałów z karabinu samopowtarzalnego AR-15 ze stanowiska na dachu pobliskiego budynku (wg różnych źródeł z dystansu o około 120 – 150 m od sceny, na której przemawiał były prezydent). Zamachowiec postrzelił kilka osób: Donalda Trumpa (lekko raniąc go w górną część prawego ucha), oraz trzech uczestników wiecu – dwóch ciężko raniąc, a trzeciego zabijając (50-letniego strażaka Coreya Comperatore’a próbującego zasłonić własnym ciałem swoją rodzinę). Zamachowiec został zastrzelony wkrótce po oddaniu strzałów przez snajpera z United States Secret Service. Agenci Secret Service otoczyli byłego prezydenta, który po chwili wstał z krwią na twarzy i wymachiwał pięścią w kierunku tłumu w geście zwycięstwa, a następnie został ewakuowany do samochodu i przewieziony do lokalnej placówki medycznej.

## Sprawca
14 lipca 2024 roku agenci Federalnego Biura Śledczego poinformowali o tym, że sprawcą był 20-letni Thomas Matthew Crooks. Był on zarejestrowanym wyborcą Partii Republikańskiej, jednakże wcześniej raz wpłacił pieniądze na rzecz Partii Demokratycznej.

## Reakcja prezydenta Bidena

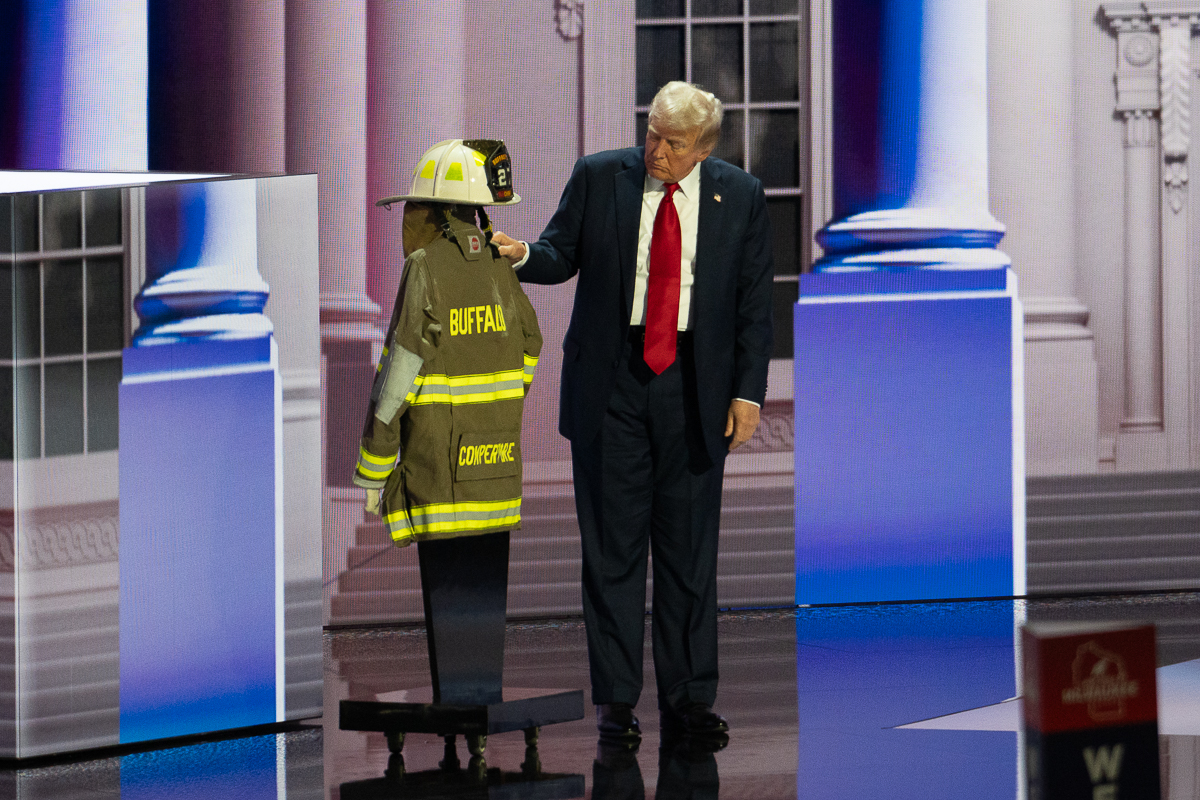
Donald Trump oddający hołd mundurowi zmarłego w zamachu Coreya Comperatore’a na Republican National Convention.

Po strzelaninie prezydent Stanów Zjednoczonych Joe Biden stwierdził: w Ameryce nie ma miejsca na tego rodzaju przemoc. Atak jest dowodem na to, że musimy zjednoczyć to państwo oraz wszyscy potępić atak. Później odbył rozmowę telefoniczną z Donaldem Trumpem.